# Эрика Белла
Э́рика Бе́лла (род. 23 августа 1972 года в Будапеште) — венгерская порноактриса и фотомодель.

## Биография
Выросла в Будапеште. Там же окончила среднюю школу и успела поработать на нескольких обычных профессиях. Первый сексуальный опыт Эрика приобрела в далёком детстве, когда, оставшись одна, часто мастурбировала.
Порно-карьера Эрики начинается с работы фотомоделью в 1993 году, когда друг Эрики привёл девушку в танцевальный клуб и представил одному из фотографов. Постепенно фотосъёмки становились всё откровеннее и откровеннее. Поработав немного для журналов мод, Эрика решает заняться более откровенными съёмками и окунается в порнобизнес. Большую часть ролей в порнофильмах Эрика исполняла в Европе, работая в основном с Кристофером Кларком. Известна такими фильмами, как «Анальная паприка», «Полночное наваждение» и порносериалом «Девочки фюрера» и «Девочки Фюрера 2».
В 1996 году стала лауреатом премии AVN Awards в номинации «лучшая сцена группового секса» на видео.
Эрика бисексуальна. Кроме того Эрика положительно относится к мастурбации. Предпочитает половые члены размером около 15 сантиметров, не очень толстые.

## Награды
- 1996 AVN Award — Best Group Sex Scene — World Sex Tour 1[3]